# Daniel Negreanu
Daniel "Kid Poker" Negreanu (Toronto, 26 de julho de 1974) é um jogador de pôquer profissional do Canadá, campeão de seis eventos da World Series of Poker e dois da World Poker Tour. Em 2014, o serviço indepente de rankeamento de poker Global Poker Index reconheceu Negreanu como o melhor jogador de poker da década anterior.

## HISTÓRIA
Os pais de Negreanu mudaram-se da Romênia para o Canadá em 1967. Em sua juventude abandonou os estudos e passou a jogar poker em grandes cassinos e jogos ilegais de Toronto, em parceria com sua então namorada Evelyn Ng, que posteriormente também tornou-se uma famosa jogadora profissional. Após juntar uma quantia em dinheiro, aos 21 anos partiu para Las Vegas, em busca do sonho de ser um jogador de poker profissional, mas em sua primeira tentativa não obteve êxito, tendo que retornar a Toronto.
Em 19 de agosto de 2005 casou-se com Lori Lin Weber e se separaram em novembro de 2007.

## Carreira no pôquer
Sua vida começou a mudar quando em 1997 venceu dois eventos da World Poker Finals, ganhando o prêmio de $ 133 600,00 dólares e sendo eleito o melhor jogador do torneio.
Seu próximo triunfo ocorreu em 1998, quando foi campeão do evento $ 2 000 Pot Limit Hold'em, na World Series of Poker, conquistando seu primeiro bracelete no torneio e tornando-se o mais jovem campeão da WSOP, recorde que manteve até 2004.
Nos próximos anos ele se tornou um dos mais bem sucedidos jogadores da história, vencendo dois eventos da World Poker Tour (WPT) e outros dois braceletes da WSOP, sendo em 2004  e 2005 eleito o melhor jogador dos torneios WPT e WSOP, respectivamente.
Em 2013, Daniel venceu o World Series of Poker - Europe € 25k recebendo € 625k e se tornando, naquela mesma noite o jogador do ano pela WSOP.
Em 2014, durante o World Series of Poker, Daniel Negreanu disputou e ficou em segundo lugar no The Big One for One Drop recebendo $ 8,2 milhões e se tornando o jogador de poker mais lucrativo em eventos ao vivo.
Em agosto de 2015, seus lucros obtidos em torneios de poker ultrapassavam os $ 30 milhões.

## Braceletes da World Series of Poker
| Ano  | Preço de Inscrição (Buy-in) | Evento                       | Prêmio (US$)   |
| ---- | --------------------------- | ---------------------------- | -------------- |
| 1998 | $2 000                      | Pot Limit Hold'em            | $169 460       |
| 2003 | $2 000                      | S.H.O.E.                     | $100 440       |
| 2004 | $2 000                      | Limit Hold'em                | $169 100       |
| 2008 | $2 000                      | Limit Hold'em                | $204 874       |
| 2013 | $10 000 AUD                 | No Limit Hold'em             | $1 038 825 AUD |
| 2013 | €25 600                     | High Roller No Limit Hold'em | €725 000       |